# ياندي منور
ياندي منور (بالإندونيسية: Yandi Sofyan) (25 مايو 1992 بمنطقة وصاية قاروت في إندونيسيا - ) هو لاعب كرة قدم إندونيسي في مركز الهجوم. شارك مع منتخب إندونيسيا تحت 17 سنة لكرة القدم ومنتخب إندونيسيا تحت 20 سنة لكرة القدم ومنتخب إندونيسيا تحت 23 سنة لكرة القدم. أما مع النوادي، فقد لعب مع برسيب باندونغ ونادي آريما كرونوس وBrisbane Roar FC Youth ‏ ونادي سي إس فيزيه.

## روابط خارجية
- ياندي منور على موقع قاعدة بيانات كرة القدم.إي يو (الإنجليزية)
- ياندي منور على موقع Soccerway.com (الإنجليزية)